# A.X.L.
A-X-L es una película estadounidense de aventuras y ciencia ficción escrita y dirigida por Oliver Daly, y protagonizada por Alex Neustaedter, Becky G, Alex MacNicoll, Dominic Rains y Thomas Jane. Fue estrenada en Estados Unidos el 24 de agosto de 2018, por Global Road Entertainment.

## Sinopsis
La vida de un joven cambiará radicalmente el día que encuentra por casualidad un robot, última tecnología militar, llamado A.X.L.

## Reparto
| Actor            | Personaje     |
| ---------------- | ------------- |
| Alex Neustaedter | Miles Hill.   |
| Becky G          | Sara Reyes.   |
| Alex MacNicoll   | Sam Fontaine. |
| Dominic Rains    | Andric.       |
| Thomas Jane      | Chuck Hill.   |
| Lou Taylor Pucci | Randall.      |
| Patricia de León | Joanna Reyes. |

## Producción
A-X-L está basada en el cortometraje de prueba de concepto Miles del escritor y director Oliver Daly. El cortometraje fue patrocinado vía Kickstarter en 2014, con 190 patrocinadores. De acuerdo a la campaña, el cortometraje es una "película sobre difuminar los límites entre la humanidad y la tecnología, ambientado en el rural mundo de Central California."
La producción comenzó en 2015 cuando el escritor y director Oliver Daly comenzó a re-plantear su cortometraje Miles como un largometraje. David S. Goyer se unió al proyecto como productor a través de Phantom Four junto a Kevin Turen. Lakeshore Entertainment se unió a Phantom Four para producir la película, que comenzó la fotografía principal en 2016. Global Road Entertainment se unió a Lakeshore Entertainment para coproducir y cofinanciar el proyecto.
La estrella de pop Becky G anunció en agosto de 2016 vía Twitter que se uniría al reparto como "Sara". El actor Alex MacNicoll se unió al reparto en octubre de 2016, e igualmente Alex Neustaedter.

## Recepción
A.X.L. ha recibido reseñas generalmente negativas de parte de la crítica y mixtas de la audiencia. En Rotten Tomatoes, la película posee una aprobación de 25%, basada en 24 reseñas, con una calificación de 3.9/10, mientras que de parte de la audiencia tiene una aprobación de 58%, basada en más de 500 votos, con una calificación de 3.4/5.
Metacritic le ha dado a la película una puntuación de 29 de 100, basada en 7 reseñas, indicando "reseñas generalmente desfavorables". Las audiencias encuestadas por CinemaScore le han dado a la película una "B+" en una escala de A+ a F, mientras que en el sitio IMDb los usuarios le han dado una calificación de 5.3/10, sobre la base de 12 190 votos. En la página FilmAffinity tiene una calificación de 4.2/10, basada en 209 votos.